# Županje Njive
Županje Njive so naselje v Občini Kamnik.

## Zgodovina
Županje Njive so staro naselje v kamniški občini. V arhivskih zapisih se kraj omenja leta 1301 v zapisu villa que Ammansacher dicitur. Ta zapis priča o spremembi socialnega položaja starih slovenskih županov v srednjeveški fevdalni družbi. 

## Izvor krajevnega imena
Krajevno ime s svojo nemško obliko imena Ammansacher (to je Amtmannsacker = njive vodje zemljiškega urada) predstavlja zloženko iz severnonemške besede amman v pomenu vrsta nižjega uradnika  in acker v pomenu polje, njiva. Iz zložene nemške besede Ammansacher je nastal dobesedni prevod slovenskega imena. Krajevno ime Županje Njive prvotno označuje županove njive, to je njive, ki jih je župan v času svoje funkcije lahko izkoriščal, kar je bilo plačilo za njegovo delo.

## Domnevni čudeži
Več prebivalcev je poročalo o domnevnem prikazovanju Device Marije v Županjih Njivah, zaradi česar so naselje nekaj časa obiskovali turisti.